# Gustavo Orcés
Gustavo Orcés Villagómez (Quito, 1903 - 1999) fue un zoólogo ecuatoriano.
Se educó en el colegio San Gabriel, y en la Universidad Central. Elaboró una tesis sobre las características biológicas y fisiológicas de los peces de mar que fue premiada. Fue docente del Instituto Nacional Mejía y de la Escuela Politécnica Nacional. Se dedicó a la investigación, y fue pionero de la Herpetología en Ecuador. Pasó luego a estudiar las especies de aves ecuatorianas, las clasificó y coleccionó la más valiosa serie ornitológica ecuatorial. Descubrió, además, varias especies de animales, algunas de las cuales llevan su nombre en la nomenclatura científica universal.
El Museo de Historia Natural de la Escuela Politécnica Nacional de Quito (MHNGO), lleva su nombre en honor a él..